# Röke naturreservat
Röke naturreservat är ett naturreservat i Hässleholms kommun i Skåne län.
Området är naturskyddat sedan 2024 och är 24 hektar stort. Det ligger norr om Röke och består av ädellövskog. 